# Green Lane (Pennsylvanie)
Green Lane est un borough situé au nord-ouest de la partie centrale du comté de Montgomery, en Pennsylvanie, aux États-Unis,. En 2010, il comptait une population de 508 habitants, estimée au 1er juillet 2020 à 522 habitants. Le borough est incorporé le 10 décembre 1875.

## Démographie
Lors du recensement de 2010, le borough comptait une population de 508 habitants. Elle est estimée, en 2020, à 522 habitants.

### Source de la traduction
- (en) Cet article est partiellement ou en totalité issu de l’article de Wikipédia en anglais intitulé « Green Lane, Pennsylvania » (voir la liste des auteurs).